# Touraco de Livingstone
Tauraco livingstonii
Espèce
Statut de conservation UICN

 LC  : Préoccupation mineure
Statut CITES
Le Touraco de Livingstone (Tauraco livingstonii) est une espèce d'oiseaux de la famille des Musophagidae.

## Répartition

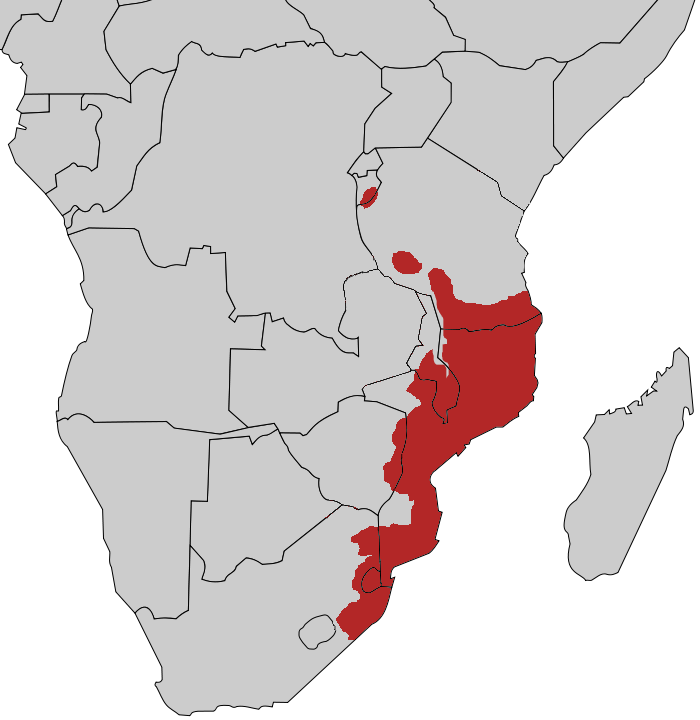
Carte de répartition

Son aire de répartition s'étend du Burundi à la Tanzanie, au Malawi, au Mozambique, au Zimbabwe et à l'Afrique du Sud..